# Kfz-Kennzeichen (Tadschikistan)

Muster der aktuellen Kennzeichen ab 2014

Muster der Kennzeichen 2010–2014

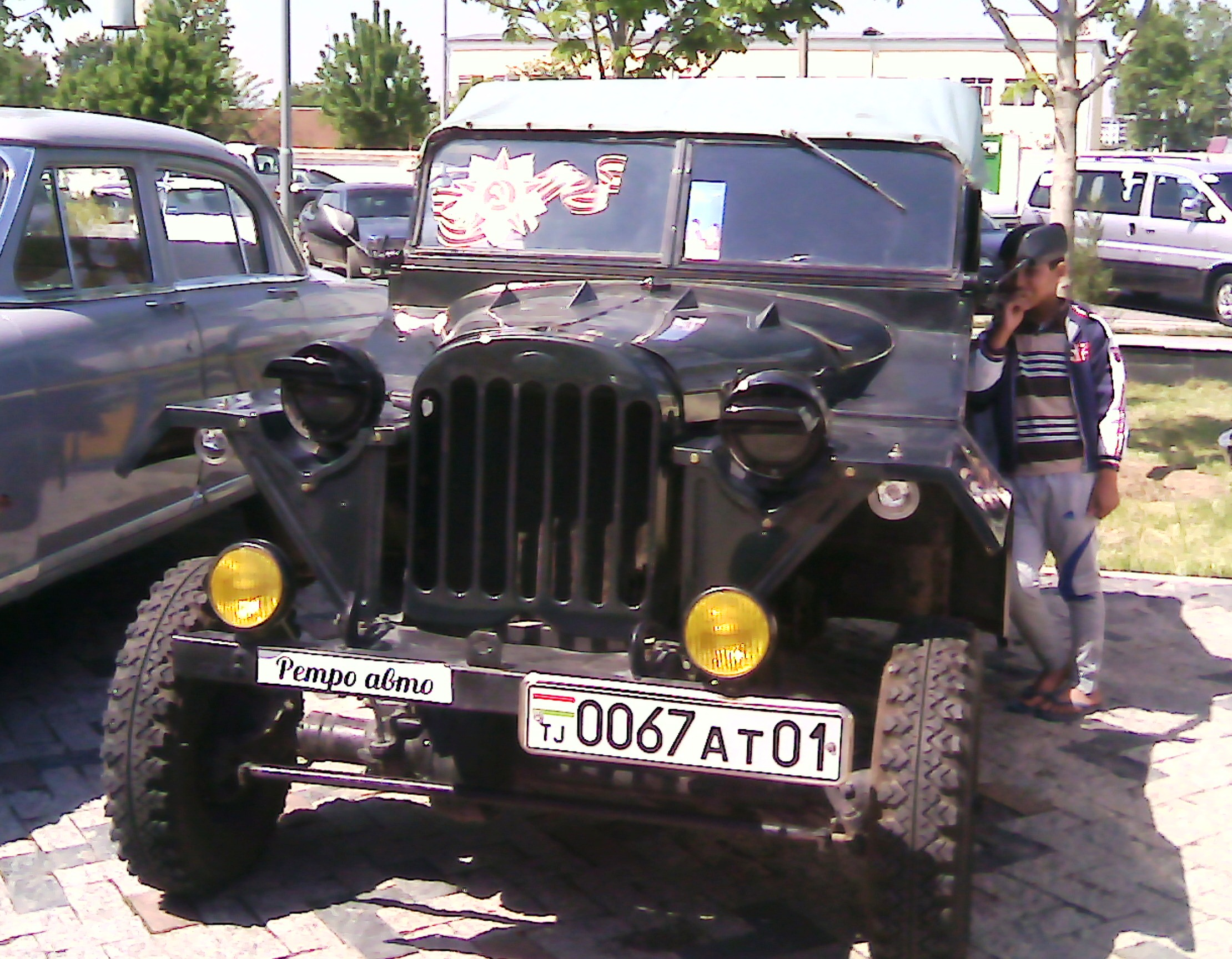
Kennzeichen von 2010 an einem GAZ-67

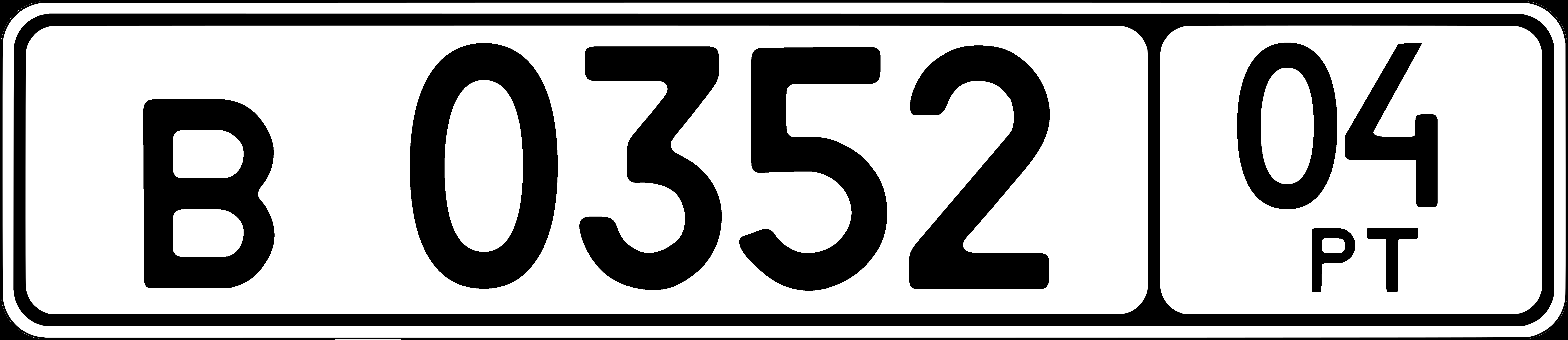
Muster der Kennzeichen bis 2010

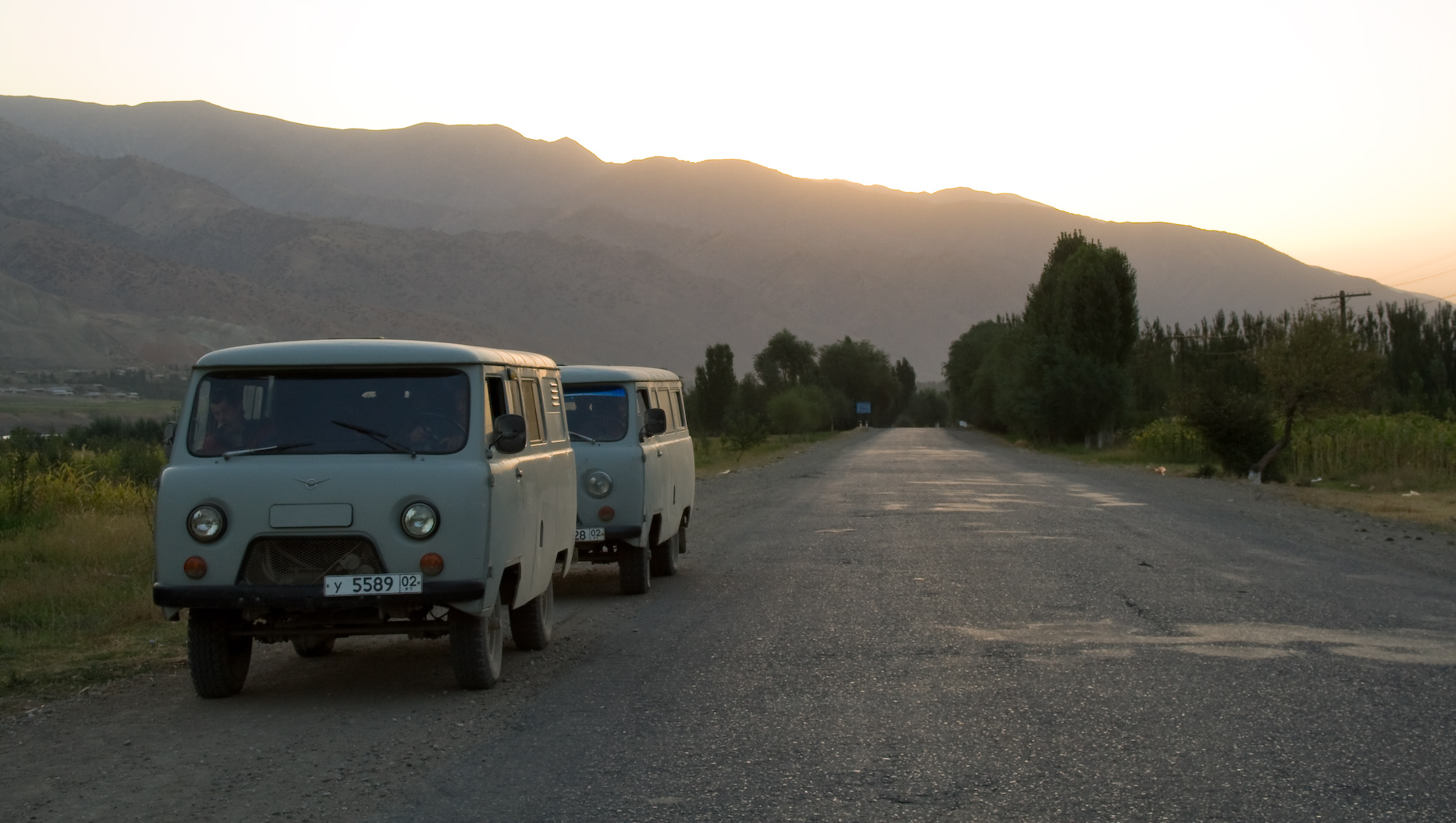
Zwei UAZ-452 mit tadschikischem Kennzeichen

Tadschikische Kraftfahrzeugkennzeichen besitzen in der Regel das paneuropäische Maß von 520 × 110 mm und schwarze Schrift auf weißem Hintergrund. Seit 2010 beginnen sie mit der Flagge Tadschikistans über dem Nationalitätszeichen TJ. Es folgen vier Ziffern, zwei (bis 2014 verkleinerte) Buchstaben und ein zweistelliger Code, der die entsprechende Provinz angibt.
Vor 2010 ähnelnten die Schilder in ihrem Aussehen stark den Nummernschildern Russlands. Das Schild begann mit maximal zwei verkleinerten Buchstaben, wobei nur solche Lettern verwendet wurden, die sowohl im kyrillischen als auch im lateinischen Alphabet vorkommen. Es folgten vier Ziffern und ein senkrechter Strich, der wie auch bei den russischen Kennzeichen ein Feld für die Angabe der Herkunft des Fahrzeugs abgrenzte. In jenem Feld befanden sich zwei Ziffern, die die entsprechende Provinz verschlüsseln sowie darunterliegend die kyrillischen Buchstaben РТ für russisch Республика Таджикистан (deutsch Republik Tadschikistan). Bei Fahrzeugen, die nicht auf eine Privatperson zugelassen sind, begann das Schild mit der Zahlenkombination gefolgt von dem oder den Buchstaben.
Kennzeichen der Regierung wiesen eine Zahlenkombination gefolgt von den Buchstaben РТ auf. Statt des Herkunftsfeldes war die tadschikische Nationalflagge abgebildet. Diplomatenkennzeichen besaßen weiße Schrift auf rotem Grund. Sie zeigten drei Ziffern, den Buchstaben D und nochmals drei Ziffern.
Vor der Unabhängigkeit verwendete die Tadschikische SSR als Teil der Sowjetunion sowjetische Kennzeichen.
Herkunftskodes:
| Provinz (deutsche Bezeichnung)                                          | 2010  | 1996 | UdSSR |
| ----------------------------------------------------------------------- | ----- | ---- | ----- |
| Duschanbe                                                               | 01    | 01   | ДБ    |
| Sughd (ehemals Oblast Leninabad)                                        | 02    | 02   | ЛБ    |
| Chatlon                                                                 | 03    | 03   | ХТ    |
| Berg-Badachschan                                                        | 04    | 04   | ГБ    |
| Nohijahoi tobei dschumhurij (deutsch Der Republik unterstellte Bezirke) | 05–16 | 01   | ДБ    |
| Oblast Kuljab (bis 1988, um Kulob)                                      | -     | -    | КЮ    |
| Oblast Kurgan-Tjube (bis 1988, um Qurghonteppa)                         | -     | -    | ТД    |

## Belege
1. ↑   http://avto-nomer.ru/newforum/index.php?app=forums&module=forums&controller=topic&id=11679 Bilder der neuen Kennzeichen bei avto-nomer.ru